# Joseph Jugy
Joseph Jugy, né le 2 septembre 1876 aux Mées (Alpes-de-Haute-Provence) et mort le 8 avril 1945 à Seyne-les-Alpes (Alpes-de-Haute-Provence), est un homme politique français.

## Biographie
Avocat, il est député des Basses-Alpes de 1914 à 1919, inscrit groupe Républicain, radical et radical-socialiste. Battu en 1919, il quitte la vie politique.